# Apenes limbata
Apenes limbata är en skalbaggsart som beskrevs av Horn. Apenes limbata ingår i släktet Apenes och familjen jordlöpare. Inga underarter finns listade i Catalogue of Life.